# Деревне кільце

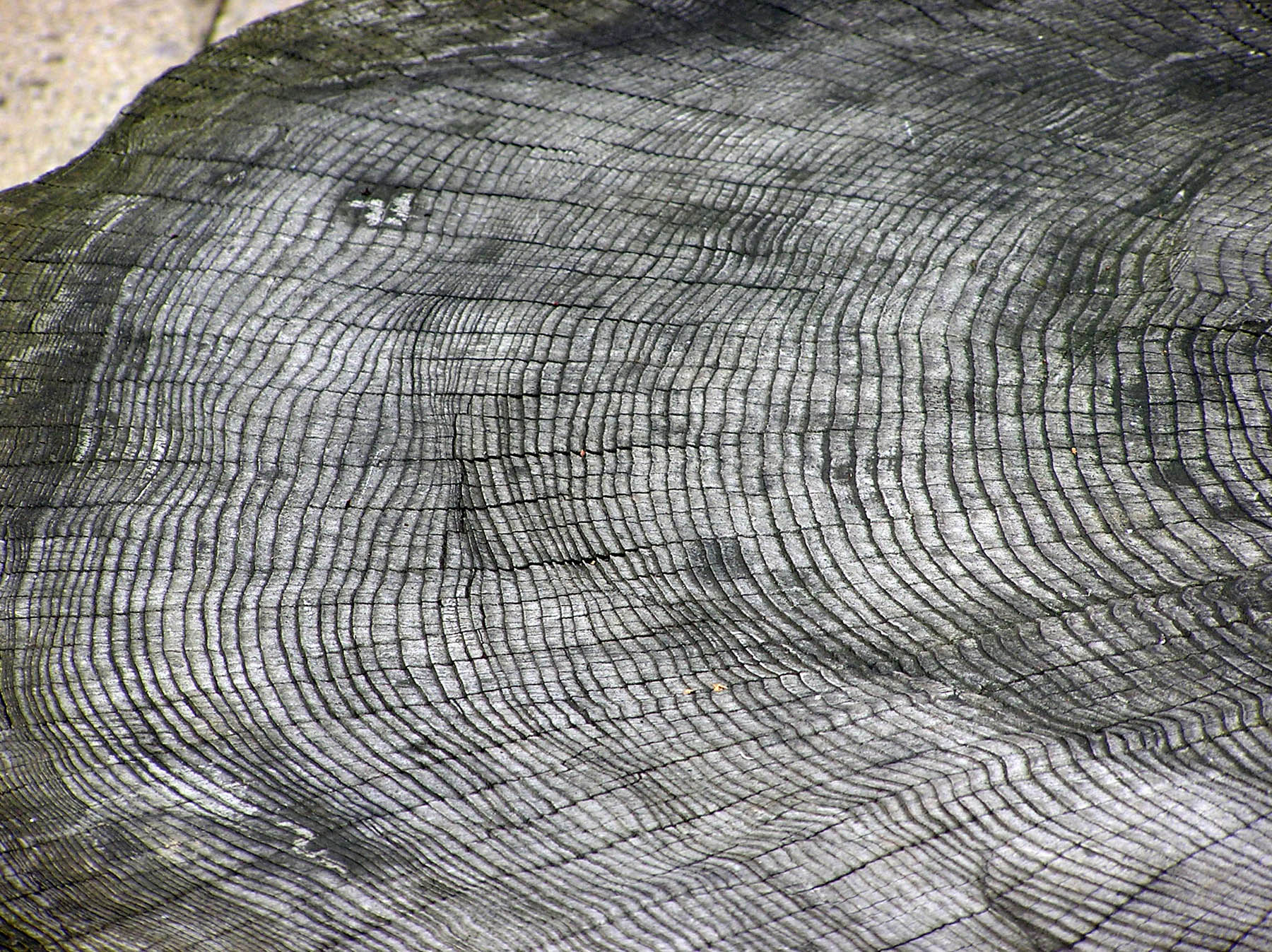
Деревні кільця невідомого дерева (Бристольський зоопарк (Bristol Zoo), Англія

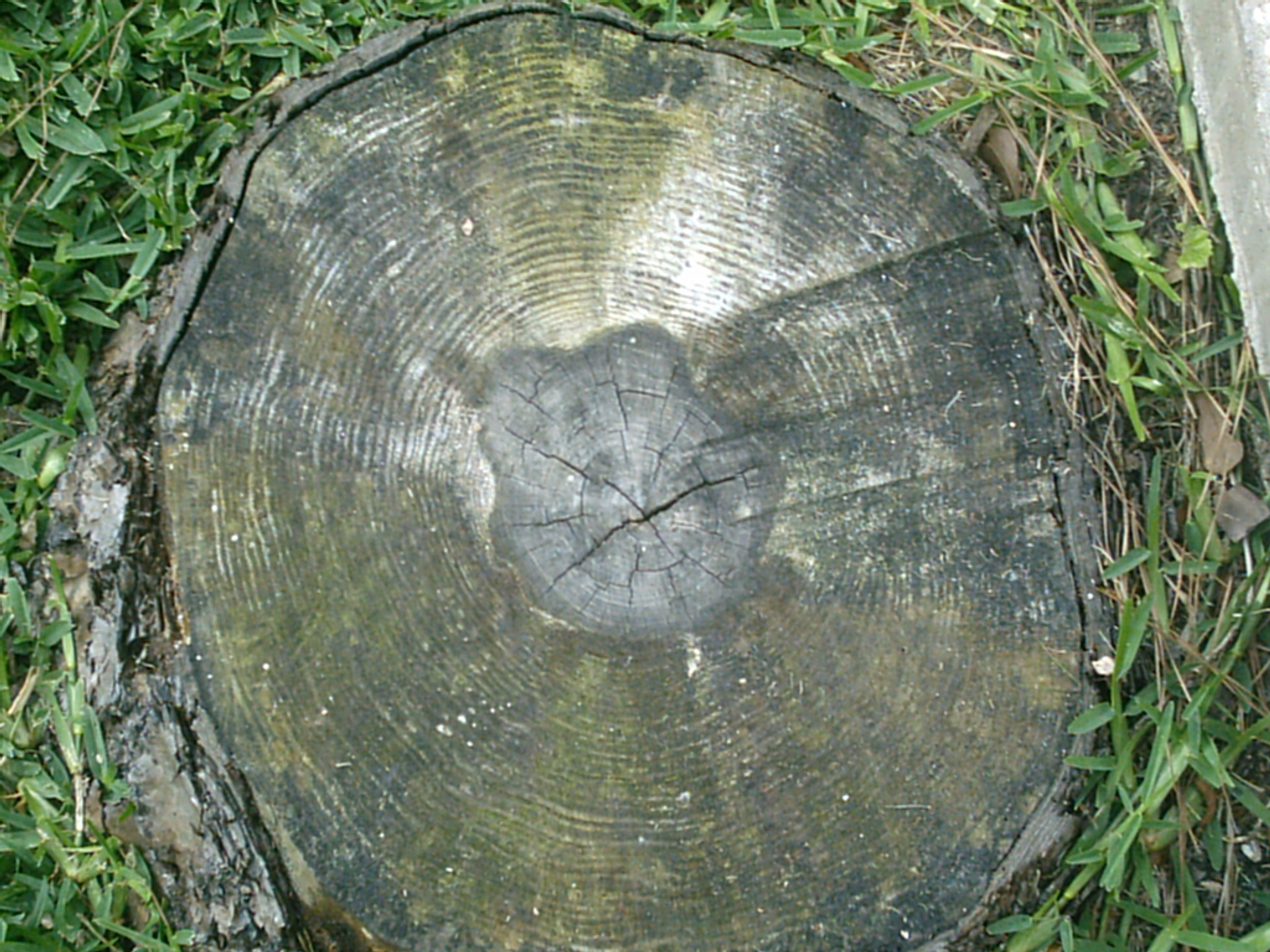
Деревні кільця сосни

Річні кільця (річні шари) в стовбурі дерева — зони приросту деревини, викликані сезонною періодичністю діяльності камбію (твірна тканина, завдяки якій відбувається потовщення стебла дерев'янистих рослин) у результаті зміни теплої і холодної пір року.
Їх називають річними, оскільки щорічно з'являється одне таке кільце, що налічує світлу та темну ділянки.
Поява річних кілець зумовлена сезонною активністю камбію. Навесні клітини камбію активно поділяються й утворюють клітини великих розмірів із тонкими стінками, зокрема судини великого діаметра. На поперечному зрізі вони мають вигляд світлої частини річного кільця. Влітку камбій формує значно дрібніші товстостінні судини і клітини механічної тканини. Так виникає темна частина шару. А взимку клітини камбію взагалі не поділяються. З настанням весни діяльність камбію відновлюється і формується нове річне кільце.
Внутрішня частина річного шару сформована рано в вегетаційному сезоні, коли ріст порівняно швидкий
(отже, деревина менш щільна), і відома як «рання деревина» або «весняна деревина» або «пізньовесняна деревина». Зовнішня частина — «пізня деревина» (іноді називалася «літньою деревиною», хоча іноді формується восени) щільніша.
Підрахувавши кількість річних кілець стовбура, можна визначити вік рослини. Вони розповідають про умови
її життя — окремі кільця можуть бути різні завширшки, адже більший приріст відбувається у роки, коли погодні умови сприятливіші. Рік посухи може привести до дуже вузького кільця. Однак у старих деревах активність камбію знижується, а отже, приріст незначний. Тому їхні річні кільця із часом вужчають. Навіть окремі річні шари мають у різних частинах неоднакову товщину. У поодиноких дерев річні кільця зазвичай товстіші з південного боку, де освітленість краща.
Вивчення річних шарів є однією з найважливіших задач дендрохронології.